# Temple del Diví Ròmul
 El Temple del Diví Ròmul  va ser identificat durant molt temps com el temple dedicat a Ròmul (cònsol), fill divinitzat de Maxenci. Avui es tendeix a pensar que és d'època constantiniana i que havia d'estar consagrat als  Penats . El temple original podria haver estat en l'àrea ocupada per la Basílica de Maxenci, en construir aquesta, el temple antic es va emplaçar en el veïnatge, on ara està.

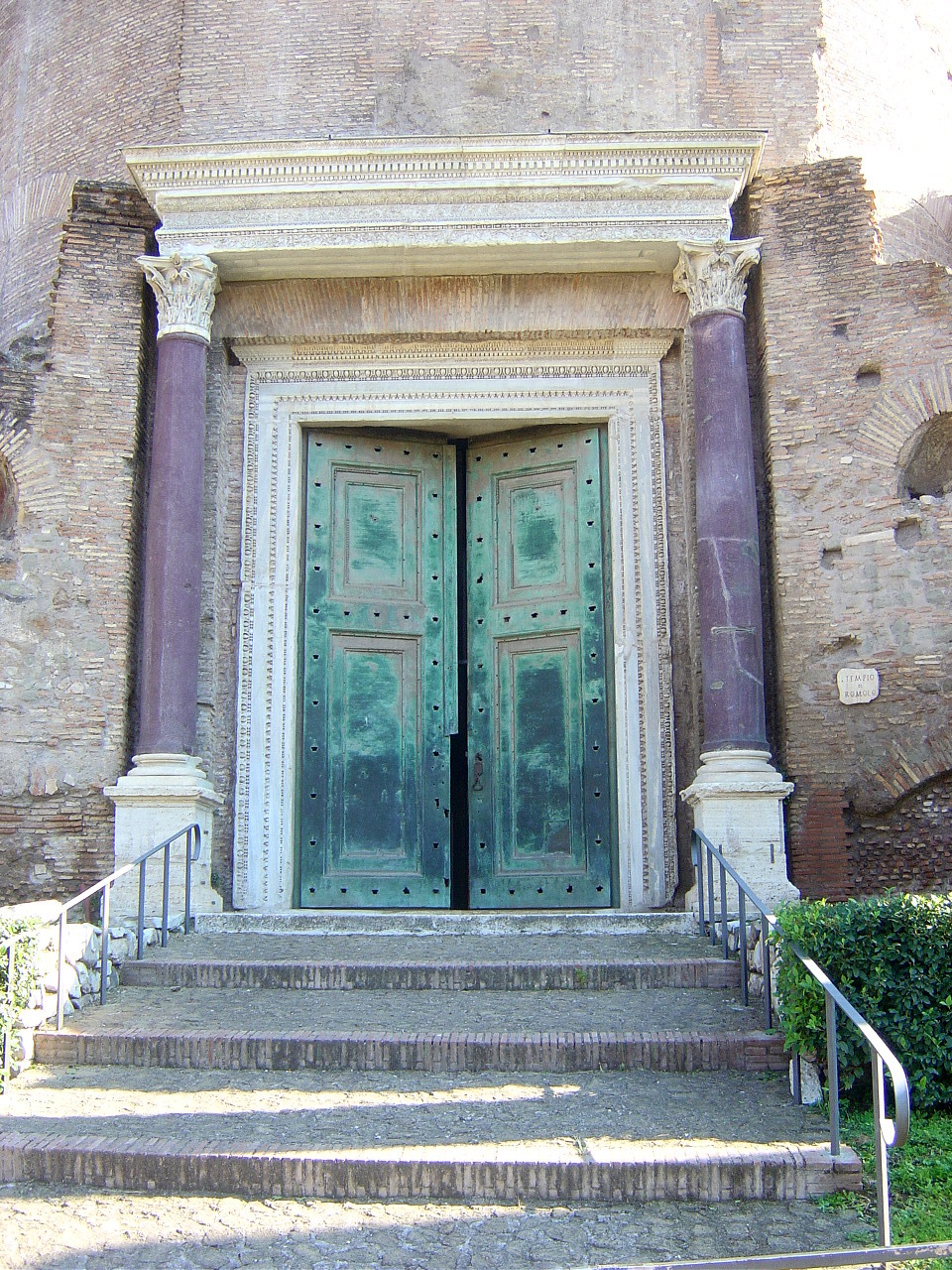
Detall del portal, amb la porta de bronze original

La planta de l'edifici de maó és circular, amb una façana curvilínia en el centre s'obre l'entrada, flanquejada per dues columnes de pòrfir amb bases de travertí i capitells de marbre que sosté un alquitrabe del mateix material. La porta de bronze és l'original. A banda i banda de l'edifici se situen quatre fornícules i dues sales allargades i amb absis, precedides per columnes de marbre virat que havien allotjar les estàtues dels Penats.
Al segle vi el temple va passar a ser l'atri de l'església dels Sants Cosme i Damià, que es va aixecar en bona part del que era el Fòrum de la Pau.